# Kępa Mała
Kępa Mała – wieś w Polsce położona w województwie wielkopolskim, w powiecie średzkim, w gminie Zaniemyśl.
| SIMC    | Nazwa  | Rodzaj    |
| ------- | ------ | --------- |
| 0598300 | Dębice | część wsi |

W latach 1975–1998 miejscowość administracyjnie należała do województwa poznańskiego.